# Младен Джуров
Младен Джуров (14 септември 1920 – 4 март 2003) е български футболист, атакуващ полузащитник, както и състезател по плуване свободен стил. В кариерата си играе за Владислав (Варна), Левски (София) и Черно море (Варна). Автор на историческия първи гол за „моряците“ в А група през 1948 г.

## Биография
Джуров започва да се занимава организирано с футбол на 14-годишна възраст в отбора на Радецки (Варна). Три години по-късно е привлечен във Владислав. В тези години, успоредно с футбола, тренира и гребане. През 1938 г. заиграва в представителния състав на Владислав. През 1938/39 става вицешампион на България, като той е голмайстор на тима за сезона в Националната футболна дивизия с 6 попадения в 17 мача. През 1939/40 играе във всички 18 мача и бележи 2 гола.
През 1940 г. заминава за София да учи право в Софийския университет и заиграва в Левски. До 1944 г. записва за клуба 20 мача с 4 гола в държавното първенство, като печели титлата през 1942. Успоредно с това през 1942 г. и 1943 г. става държавен първенец по плуване на 1500 м. свободен стил като състезател на Владислав.
След като завършва обучението си в София се завръща във Варна и продължава състезателната си кариера в обединения клуб Черно море. През сезон 1948/49 е част от състава на „моряците“ в новосформираната А група. В 1-вия кръг от първенството на 10 октомври 1948 г. се разписва при равенството 1:1 като гост срещу Славия-Ченгелов (Пловдив). По този начин влиза в историята като футболиста, отбелязал първия гол за Черно море в А група. Общо участва в 9 мача през сезона, като не реализира повече попадения.
Впоследствие става един от потърпевшите на приложената през 1949 г. ведомствена система в спорта, според която футболистите са разпределени по различните клубове според професията си. Като адвокат е принуден да напусне Черно море и да премине в отбора на чиновниците ДСО Червено знаме. Там не се задържа дълго и прекратява състезателната си кариера. Дълги години работи като съдия и юрист-консулт в Провадия и Варна.

## Успехи
Владислав (Варна)
- Национална дивизия –  Вицешампион: 1938/39

Левски (София)
- Държавно първенство –  Шампион: 1942